# Championnat d'Europe féminin de handball 2022
Navigation
Danemark 2020 Autriche, Hongrie et Suisse 2024
La 15e édition du Championnat d'Europe féminin de handball se déroule du 4 au 20 novembre 2022 dans trois pays de l'ex-Yougoslavie : la Slovénie (où a lieu la phase finale), la Macédoine du Nord et le Monténégro. La compétition a lieu un mois plus tôt qu'habituellement pour ne pas entrer en concurrence avec la Coupe du monde de football 2022 au Qatar.
La Norvège remet son titre en jeu et remporte son neuvième titre européen en quinze éditions en battant en finale le Danemark. Le Monténégro, pays co-organisateur, glane la médaille de bronze en battant après prolongation la France, qui avait remporté sept médailles lors de ses huit précédentes compétitions internationales.

## Présentation

### Lieux de compétition
| Ljubljana Celje |

| Skopje |

| Podgorica |

### Qualifications
32 équipes ont participé aux phases de qualification. Une première phase comprenant 11 équipes a permis à 3 pays (Portugal, Grèce et Îles Féroë) de rejoindre les 21 autres équipes qualifiées pour la seconde phase. Les 24 équipes sont réparties dans 6 groupes de 4 équipes. Chaque groupe est disputé sous la forme d'un mini-championnat en matchs aller-retour et les deux premiers de chaque groupe sont qualifiés pour la compétition.
Du fait de l'invasion de l'Ukraine, la Biélorussie et la Russie ont été disqualifiées lors de la seconde phase de qualification.

### Équipes participantes
Ce tableau liste les équipes qualifiées ainsi que leur participation aux différentes éditions du Championnat d'Europe de 1994 à 2022.
| Pays              | Qualifié en tant que | Date de la qualification | Apparitions précédentes | Apparitions précédentes | Apparitions précédentes                                                             |
| Pays              | Qualifié en tant que | Date de la qualification | Nb                      | Titres                  | Participations                                                                      |
| ----------------- | -------------------- | ------------------------ | ----------------------- | ----------------------- | ----------------------------------------------------------------------------------- |
| Slovénie          | Pays co-organisateur | 20 juin 2018             | 7                       | 0                       | 2002, 2004, 2006, 2010, 2016, 2018, 2020                                            |
| Macédoine du Nord | Pays co-organisateur | 20 juin 2018             | 5                       | 0                       | 1998, 2000, 2006, 2008, 2012                                                        |
| Monténégro        | Pays co-organisateur | 20 juin 2018             | 6                       | 1                       | 2010, 2012, 2014, 2016, 2018, 2020                                                  |
| Norvège           | Tenant du titre      | 20 décembre 2020         | 14                      | 8                       | 1994, 1996, 1998, 2000, 2002, 2004, 2006, 2008, 2010, 2012, 2014, 2016, 2018, 2020  |
| Pays-Bas          | Groupe 3             | 4 mars 2022              | 8                       | 0                       | 1998, 2002, 2006, 2010, 2014, 2016, 2018, 2020                                      |
| Pologne           | Groupe 1             | 4 mars 2022              | 7                       | 0                       | 1996, 1998, 2006, 2014, 2016, 2018, 2020                                            |
| Danemark          | Groupe 2             | 5 mars 2022              | 14                      | 3                       | 1994, 1996, 1998, 2000, 2002, 2004, 2006, 2008, 2010, 2012, 2014, 2016, 2018, 2020  |
| Suisse            | Groupe 1             | 6 mars 2022              | 0                       | 0                       | première participation                                                              |
| France            | Groupe 4             | 6 mars 2022              | 11                      | 1                       | 2000, 2002, 2004, 2006, 2008, 2010, 2012, 2014, 2016, 2018, 2020                    |
| Suède             | Groupe 6             | 20 avril 2022            | 12                      | 0                       | 1994, 1996, 2002, 2004, 2006, 2008, 2010, 2012, 2014, 2016, 2018, 2020              |
| Allemagne         | Groupe 3             | 21 avril 2022            | 14                      | 0                       | 1994, 1996, 1998, 2000, 2002, 2004, 2006, 2008, 2010, 2012, 2014, 2016, 2018, 2020  |
| Espagne           | Groupe 5             | 21 avril 2022            | 11                      | 0                       | 1998, 2002, 2004, 2006, 2008, 2010, 2012, 2014, 2016, 2018, 2020                    |
| Hongrie           | Groupe 5             | 21 avril 2022            | 14                      | 1                       | 1994, 1996, 1998, 2000, 2002, 2004, 2006, 2008, 2010, 2012, 2014, 2016, 2018, 2020) |
| Serbie            | Groupe 6             | 23 avril 2022            | 8                       | 0                       | 2006, 2008, 2010, 2012, 2014, 2016, 2018, 2020                                      |
| Roumanie          | Groupe 2             | 24 avril 2022            | 13                      | 0                       | 1994, 1996, 1998, 2000, 2002, 2004, 2008, 2010, 2012, 2014, 2016, 2018, 2020        |
| Croatie           | Groupe 4             | 24 avril 2022            | 11                      | 0                       | 1994, 1996, 2004, 2006, 2008, 2010, 2012, 2014, 2016, 2018, 2020)                   |

Remarque : en gras et en italique sont indiqués respectivement le champion et le pays hôte de l'édition concernée.

### Modalités
Les seize équipes qualifiées sont réparties dans 4 groupes de 4 équipes : les trois premières équipes de chaque groupe sont qualifiées pour le tour principal. Les douze équipes sont ensuite réparties dans 2 groupes de 6 équipes : les deux premiers classés de chaque groupe sont qualifiés pour les demi-finales croisées tandis que les troisièmes disputent un match pour la 5e place.
Les 4 premières équipes (non déjà qualifiées) sont qualifiées pour le championnat du monde 2023.

### Arbitres
La liste des paires d'arbitres a été dévoilée par l'EHF le 13 juin 2022 :
- Maike Merz et Tanja Kuttler
- Ana Vranes et Marlis Wenninger
- Tatjana Praštalo et Vesna Balvan
- Karina Christiansen et Line Hansen
- Javier Álvarez et Ion Bustamante
- Ioanna Christidi et Ioanna Papamattheou
- Jelena Vujačić et Anđelina Kažanegra
- Ismailj Metalari et Nenad Nikolovski
- Vânia Sá et Marta Sá
- Vanja Antić et Jelena Jakovljević
- Ozren Backović et Mirko Palačković
- Marina Duplii et Olena Pobedrina

### Effectifs
Chaque équipe est composée de 20 joueuses parmi lesquelles 16 joueuses sont retenues le jour de chaque match. Au maximum 6 joueuses (2 au tour préliminaire, 2 au tour principal et 2 en phase finale) peuvent être remplacées durant le tournoi parmi la liste des 35 joueuses transmises à l'EHF. Toutefois, en lien avec la pandémie de Covid-19 et donc du risque de voir plusieurs joueuses testées positives en même temps, il n'y a aucune limite de changements pour les joueuses testées positives.

### Tirage au sort
Les pots pour le tirage au sort ont été annoncés le 25 avril 2022 et ont été constitués simplement à partir du classement final du Championnat d'Europe 2020.
Le tirage au sort a eu lieu le 28 avril 2022 à Ljubljana.

## Tour préliminaire
- Qualifié pour le tour principal.
- Éliminé.
- T : Tenant du titre.
- PO : Pays organisateur.
- En gras : Équipe qualifiée pour le tour principal.

### Groupe A
|   | Équipe    | Pts | J | G | N | P | Bp  | Bc | Diff |
| - | --------- | --- | - | - | - | - | --- | -- | ---- |
| 1 | Norvège T | 6   | 3 | 3 | 0 | 0 | 102 | 66 | 36   |
| 2 | Croatie   | 3   | 3 | 1 | 1 | 1 | 70  | 76 | -6   |
| 3 | Hongrie   | 2   | 3 | 1 | 0 | 2 | 73  | 81 | -8   |
| 4 | Suisse    | 1   | 3 | 0 | 1 | 2 | 75  | 97 | -22  |

| 4 novembre 2022 18h00 | Hongrie          | 33 – 28 | Suisse         | Arena Stožice, Ljubljana Arbitrage : Vujačić, Kažanegra |
| 4 novembre 2022 18h00 | Katrin Klujber 9 | (12-14) | Tabea Schmid 6 | Arena Stožice, Ljubljana Arbitrage : Vujačić, Kažanegra |
| 4 novembre 2022 18h00 | ×3               |         | ×3             | Arena Stožice, Ljubljana Arbitrage : Vujačić, Kažanegra |

| 4 novembre 2022 20h30 | Norvège     | 32 – 23 | Croatie         | Arena Stožice, Ljubljana Arbitrage : Dupill, Pobedrina |
| 4 novembre 2022 20h30 | Nora Mørk 8 | (16-14) | Stela Posavec 4 | Arena Stožice, Ljubljana Arbitrage : Dupill, Pobedrina |
| 4 novembre 2022 20h30 | ×2          |         | ×1 ×2           | Arena Stožice, Ljubljana Arbitrage : Dupill, Pobedrina |

| 6 novembre 2022 18h00 | Croatie                   | 21 – 18 | Hongrie           | Arena Stožice, Ljubljana Arbitrage : Merz, Kuttler |
| 6 novembre 2022 18h00 | Valentina Blažević (en) 9 | (10-7)  | Viktória Lukács 4 | Arena Stožice, Ljubljana Arbitrage : Merz, Kuttler |
| 6 novembre 2022 18h00 | ×2 ×5                     |         | ×2 ×1             | Arena Stožice, Ljubljana Arbitrage : Merz, Kuttler |

| 6 novembre 2022 20h30 | Suisse           | 21 – 38 | Norvège                | Arena Stožice, Ljubljana Arbitrage : Vânia & Marta Sá |
| 6 novembre 2022 20h30 | Mia Emmenegger 5 | (9-19)  | Stine Bredal Oftedal 6 | Arena Stožice, Ljubljana Arbitrage : Vânia & Marta Sá |
| 6 novembre 2022 20h30 | ×1               |         | ×2                     | Arena Stožice, Ljubljana Arbitrage : Vânia & Marta Sá |

| 8 novembre 2022 18h00 | Croatie              | 26 – 26 | Suisse           | Arena Stožice, Ljubljana Arbitrage : Álvarez, Bustamante |
| 8 novembre 2022 18h00 | Tena Japundža (en) 6 | (14-12) | Mia Emmenegger 7 | Arena Stožice, Ljubljana Arbitrage : Álvarez, Bustamante |
| 8 novembre 2022 18h00 | ×5                   |         | ×1 ×2            | Arena Stožice, Ljubljana Arbitrage : Álvarez, Bustamante |

| 8 novembre 2022 20h30 | Norvège         | 32–22   | Hongrie          | Arena Stožice, Ljubljana Arbitrage : Metalari, Nikolovski |
| 8 novembre 2022 20h30 | Vilde Ingstad 8 | (14-12) | Katrin Klujber 6 | Arena Stožice, Ljubljana Arbitrage : Metalari, Nikolovski |
| 8 novembre 2022 20h30 | ×4              |         | ×4               | Arena Stožice, Ljubljana Arbitrage : Metalari, Nikolovski |

### Groupe B
|   | Équipe     | Pts | J | G | N | P | Bp | Bc | Diff |
| - | ---------- | --- | - | - | - | - | -- | -- | ---- |
| 1 | Suède      | 4   | 3 | 2 | 0 | 1 | 83 | 68 | 15   |
| 2 | Danemark   | 4   | 3 | 2 | 0 | 1 | 85 | 72 | 13   |
| 3 | SlovéniePO | 4   | 3 | 2 | 0 | 1 | 77 | 83 | -6   |
| 4 | Serbie     | 0   | 3 | 0 | 0 | 3 | 66 | 88 | -22  |

| 4 novembre 2022 18h00 | Danemark           | 26 – 28 | Slovénie   | Zlatorog Arena, Celje Arbitrage : Álavarez, Bustamante |
| 4 novembre 2022 18h00 | Trine Østergaard 7 | (15-14) | Ana Gros 8 | Zlatorog Arena, Celje Arbitrage : Álavarez, Bustamante |
| 4 novembre 2022 18h00 | ×1 ×5              |         | ×4         | Zlatorog Arena, Celje Arbitrage : Álavarez, Bustamante |

| 4 novembre 2022 20h30 | Suède             | 27 – 21 | Serbie                     | Zlatorog Arena, Celje Arbitrage : Vânia & Marta Sá |
| 4 novembre 2022 20h30 | Nathalie Hagman 9 | (14-9)  | Aleksandra Stamenić (en) 6 | Zlatorog Arena, Celje Arbitrage : Vânia & Marta Sá |
| 4 novembre 2022 20h30 | ×5                |         | ×1                         | Zlatorog Arena, Celje Arbitrage : Vânia & Marta Sá |

| 6 novembre 2022 18h00 | Slovénie   | 22 – 33 | Suède             | Zlatorog Arena, Celje Arbitrage : Metalari, Nikolovski |
| 6 novembre 2022 18h00 | Ana Gros 5 | (13-14) | Nathalie Hagman 9 | Zlatorog Arena, Celje Arbitrage : Metalari, Nikolovski |
| 6 novembre 2022 18h00 | ×2         |         | ×2                | Zlatorog Arena, Celje Arbitrage : Metalari, Nikolovski |

| 6 novembre 2022 20h30 | Serbie               | 21 – 34 | Danemark     | Zlatorog Arena, Celje Arbitrage : Duplii, Podedrina |
| 6 novembre 2022 20h30 | Jovana Stoiljković 6 | (11-18) | 3 joueuses 4 | Zlatorog Arena, Celje Arbitrage : Duplii, Podedrina |
| 6 novembre 2022 20h30 | ×3                   |         | ×1 ×6        | Zlatorog Arena, Celje Arbitrage : Duplii, Podedrina |

| 8 novembre 2022 18h00 | Slovénie                  | 27 – 24 | Serbie                     | Zlatorog Arena, Celje Arbitrage : Merz, Kuttler |
| 8 novembre 2022 18h00 | Elizabeth Omoregie (en) 6 | (13-15) | Sanja Radosavljević (en) 6 | Zlatorog Arena, Celje Arbitrage : Merz, Kuttler |
| 8 novembre 2022 18h00 | ×1 ×6                     |         | ×2 ×4                      | Zlatorog Arena, Celje Arbitrage : Merz, Kuttler |

| 8 novembre 2022 20h30 | Danemark     | 25–23  | Suède             | Zlatorog Arena, Celje Arbitrage : Vujačić, Kažangera |
| 8 novembre 2022 20h30 | Emma Friis 9 | (13-5) | Tyra Axnér (en) 9 | Zlatorog Arena, Celje Arbitrage : Vujačić, Kažangera |
| 8 novembre 2022 20h30 | ×3           |        | ×1 ×2             | Zlatorog Arena, Celje Arbitrage : Vujačić, Kažangera |

### Groupe C
|   | Équipe               | Pts | J | G | N | P | Bp | Bc | Diff |
| - | -------------------- | --- | - | - | - | - | -- | -- | ---- |
| 1 | France               | 6   | 3 | 3 | 0 | 0 | 85 | 59 | 26   |
| 2 | Pays-Bas             | 4   | 3 | 2 | 0 | 1 | 83 | 69 | 14   |
| 3 | Roumanie             | 2   | 3 | 1 | 0 | 2 | 80 | 87 | -7   |
| 4 | Macédoine du Nord PO | 0   | 3 | 0 | 0 | 3 | 52 | 85 | -33  |

| 5 novembre 2022 18h00 | France              | 24 – 14 | Macédoine du Nord | Centre sportif Boris-Trajkovski, Skopje Arbitrage : Praštalo, Balvan |
| 5 novembre 2022 18h00 | Coralie Lassource 4 | (12-5)  | Monika Janeska 5  | Centre sportif Boris-Trajkovski, Skopje Arbitrage : Praštalo, Balvan |
| 5 novembre 2022 18h00 | ×3                  |         | ×1 ×4             | Centre sportif Boris-Trajkovski, Skopje Arbitrage : Praštalo, Balvan |

| 5 novembre 2022 20h30 | Pays-Bas                | 29 – 28 | Roumanie     | Centre sportif Boris-Trajkovski, Skopje Arbitrage : Braseth, Sundet |
| 5 novembre 2022 20h30 | Laura van der Heijden 7 | (14-12) | 3 joueuses 5 | Centre sportif Boris-Trajkovski, Skopje Arbitrage : Braseth, Sundet |
| 5 novembre 2022 20h30 | ×2 ×4                   |         | ×1 ×2        | Centre sportif Boris-Trajkovski, Skopje Arbitrage : Braseth, Sundet |

| 7 novembre 2022 18h00 | Macédoine du Nord     | 15 – 30 | Pays-Bas      | Centre sportif Boris-Trajkovski, Skopje Arbitrage : Vranes, Wenninger |
| 7 novembre 2022 18h00 | Sara Ristovska (en) 4 | (9-17)  | Inger Smits 7 | Centre sportif Boris-Trajkovski, Skopje Arbitrage : Vranes, Wenninger |
| 7 novembre 2022 18h00 | ×1 ×5                 |         | ×2 ×5         | Centre sportif Boris-Trajkovski, Skopje Arbitrage : Vranes, Wenninger |

| 7 novembre 2022 20h30 | Roumanie             | 21 – 35 | France              | Centre sportif Boris-Trajkovski, Skopje Arbitrage : Backović, Palačković |
| 7 novembre 2022 20h30 | Grozav (en), Neagu 5 | (11-17) | Estelle Nze Minko 6 | Centre sportif Boris-Trajkovski, Skopje Arbitrage : Backović, Palačković |
| 7 novembre 2022 20h30 | ×1 ×2                |         | ×1 ×4               | Centre sportif Boris-Trajkovski, Skopje Arbitrage : Backović, Palačković |

| 9 novembre 2022 18h00 | Macédoine du Nord | 23–31   | Roumanie          | Centre sportif Boris-Trajkovski, Skopje Arbitrage : Antić, Jakovljević |
| 9 novembre 2022 18h00 | Sanja Dabevska 7  | (12-13) | Cristina Neagu 10 | Centre sportif Boris-Trajkovski, Skopje Arbitrage : Antić, Jakovljević |
| 9 novembre 2022 18h00 | ×1 ×2             |         | ×6                | Centre sportif Boris-Trajkovski, Skopje Arbitrage : Antić, Jakovljević |

| 9 novembre 2022 20h30 | France             | 26–24   | Pays-Bas           | Centre sportif Boris-Trajkovski, Skopje Arbitrage : I. & A. Covalciuc |
| 9 novembre 2022 20h30 | Foppa, Nze Minko 4 | (14-12) | Angela Malestein 9 | Centre sportif Boris-Trajkovski, Skopje Arbitrage : I. & A. Covalciuc |
| 9 novembre 2022 20h30 | ×1 ×3              |         | ×1 ×2              | Centre sportif Boris-Trajkovski, Skopje Arbitrage : I. & A. Covalciuc |

### Groupe D
|   | Équipe        | Pts | J | G | N | P | Bp | Bc | Diff |
| - | ------------- | --- | - | - | - | - | -- | -- | ---- |
| 1 | Monténégro PO | 6   | 3 | 3 | 0 | 0 | 85 | 71 | 14   |
| 2 | Espagne       | 2   | 3 | 1 | 0 | 2 | 67 | 73 | -6   |
| 3 | Allemagne     | 2   | 3 | 1 | 0 | 2 | 71 | 75 | -4   |
| 4 | Pologne       | 2   | 3 | 1 | 0 | 2 | 68 | 72 | -4   |

| 5 novembre 2022 18h00 | Monténégro            | 30 – 23 | Espagne               | Morača Sports Center (en), Podgorica Arbitrage : Vranes, Wenninger |
| 5 novembre 2022 18h00 | Jauković, Radičević 5 | (12-9)  | Alexandrina Barbosa 5 | Morača Sports Center (en), Podgorica Arbitrage : Vranes, Wenninger |
| 5 novembre 2022 18h00 | ×4                    |         | ×1 ×3                 | Morača Sports Center (en), Podgorica Arbitrage : Vranes, Wenninger |

| 5 novembre 2022 20h30 | Pologne             | 23 – 25 | Allemagne              | Morača Sports Center (en), Podgorica Arbitrage : Antić, Jakovljević |
| 5 novembre 2022 20h30 | Magda Balsam (en) 5 | (12-11) | Alina Grijseels (en) 8 | Morača Sports Center (en), Podgorica Arbitrage : Antić, Jakovljević |
| 5 novembre 2022 20h30 | ×1 ×5               |         | ×1 ×2                  | Morača Sports Center (en), Podgorica Arbitrage : Antić, Jakovljević |

| 7 novembre 2022 18h00 | Allemagne                    | 25 – 29 | Monténégro         | Morača Sports Center (en), Podgorica Arbitrage : I. & A. Covalciuc |
| 7 novembre 2022 18h00 | Bolk, Alina Grijseels (en) 7 | (12-15) | Đurđina Jauković 9 | Morača Sports Center (en), Podgorica Arbitrage : I. & A. Covalciuc |
| 7 novembre 2022 18h00 | ×1 ×5 ×1                     |         | ×2                 | Morača Sports Center (en), Podgorica Arbitrage : I. & A. Covalciuc |

| 7 novembre 2022 20h30 | Espagne               | 21 – 22 | Pologne             | Morača Sports Center (en), Podgorica Arbitrage : Praštalo, Balvan |
| 7 novembre 2022 20h30 | Alexandrina Barbosa 7 | (12-12) | Monika Kobylińska 5 | Morača Sports Center (en), Podgorica Arbitrage : Praštalo, Balvan |
| 7 novembre 2022 20h30 | ×4                    |         | ×1 ×4               | Morača Sports Center (en), Podgorica Arbitrage : Praštalo, Balvan |

| 9 novembre 2022 18h00 | Pologne             | 23–26   | Monténégro           | Morača Sports Center (en), Podgorica Arbitrage : Backović, Palačković |
| 9 novembre 2022 18h00 | Monika Kobylińska 6 | (12-12) | Jovanka Radičević 12 | Morača Sports Center (en), Podgorica Arbitrage : Backović, Palačković |
| 9 novembre 2022 18h00 | ×4                  |         | ×2                   | Morača Sports Center (en), Podgorica Arbitrage : Backović, Palačković |

| 9 novembre 2022 20h30 | Allemagne              | 21–23   | Espagne              | Morača Sports Center (en), Podgorica Arbitrage : Braseth, Sundet |
| 9 novembre 2022 20h30 | Alina Grijseels (en) 6 | (10-11) | Carmen Campos (en) 6 | Morača Sports Center (en), Podgorica Arbitrage : Braseth, Sundet |
| 9 novembre 2022 20h30 | ×3                     |         | ×1 ×3                | Morača Sports Center (en), Podgorica Arbitrage : Braseth, Sundet |

## Tour principal

### Légende
- Qualifié pour les demi-finales
- Qualifié pour le match pour la 5e place
- Éliminé

### Groupe I
Les matchs se déroulent dans l'Arena Stožice de Ljubljana :
|   | Équipe      | Pts | J | G | N | P | Bp  | Bc  | Diff |
| - | ----------- | --- | - | - | - | - | --- | --- | ---- |
| 1 | Danemark    | 8   | 5 | 4 | 0 | 1 | 137 | 124 | 13   |
| 2 | Norvège T   | 8   | 5 | 4 | 0 | 1 | 146 | 124 | 22   |
| 3 | Suède       | 6   | 5 | 3 | 0 | 2 | 142 | 126 | 16   |
| 4 | Slovénie PO | 4   | 5 | 2 | 0 | 3 | 124 | 132 | -8   |
| 5 | Hongrie     | 2   | 5 | 1 | 0 | 4 | 121 | 137 | -16  |
| 6 | Croatie     | 2   | 5 | 1 | 0 | 4 | 106 | 133 | -27  |

| 10 novembre 2022 18h00 | Croatie                   | 18–26   | Slovénie   | Arena Stožice, Ljubljana Arbitrage : Metalari, Nikolovski |
| 10 novembre 2022 18h00 | Valentina Blažević (en) 5 | (12-13) | Ana Gros 7 | Arena Stožice, Ljubljana Arbitrage : Metalari, Nikolovski |
| 10 novembre 2022 18h00 | ×2                        |         | ×1 ×2      | Arena Stožice, Ljubljana Arbitrage : Metalari, Nikolovski |

| 10 novembre 2022 20h30 | Hongrie          | 27–29   | Danemark     | Arena Stožice, Ljubljana Arbitrage : Vânia & Marta Sá |
| 10 novembre 2022 20h30 | Katrin Klujber 8 | (12-14) | Emma Friis 7 | Arena Stožice, Ljubljana Arbitrage : Vânia & Marta Sá |
| 10 novembre 2022 20h30 | ×3               |         | ×2           | Arena Stožice, Ljubljana Arbitrage : Vânia & Marta Sá |

| 12 novembre 2022 18h00 | Croatie                  | 17–26  | Danemark             | Arena Stožice, Ljubljana Arbitrage : Kuttler, Merz |
| 12 novembre 2022 18h00 | Katarina Pavlović (en) 6 | (8-14) | Kristina Jørgensen 5 | Arena Stožice, Ljubljana Arbitrage : Kuttler, Merz |
| 12 novembre 2022 18h00 | ×2                       |        | ×4                   | Arena Stožice, Ljubljana Arbitrage : Kuttler, Merz |

| 12 novembre 2022 20h30 | Norvège         | 27–25   | Suède           | Arena Stožice, Ljubljana Arbitrage : Alvarez, Bustamante |
| 12 novembre 2022 20h30 | Henny Reistad 7 | (13-13) | Jenny Carlson 9 | Arena Stožice, Ljubljana Arbitrage : Alvarez, Bustamante |
| 12 novembre 2022 20h30 | ×3              |         | ×1 ×4           | Arena Stožice, Ljubljana Arbitrage : Alvarez, Bustamante |

| 14 novembre 2022 18h00 | Norvège          | 26–23   | Slovénie   | Arena Stožice, Ljubljana Arbitrage : Praštalo, Balvan |
| 14 novembre 2022 18h00 | Henny Reistad 10 | (16-15) | Ana Gros 5 | Arena Stožice, Ljubljana Arbitrage : Praštalo, Balvan |
| 14 novembre 2022 18h00 | ×2               |         | ×1 ×4      | Arena Stožice, Ljubljana Arbitrage : Praštalo, Balvan |

| 14 novembre 2022 20h30 | Hongrie          | 25–30   | Suède            | Arena Stožice, Ljubljana Arbitrage : Vujačić, Kažanegra |
| 14 novembre 2022 20h30 | Katrin Klujber 6 | (15-18) | Jamina Roberts 9 | Arena Stožice, Ljubljana Arbitrage : Vujačić, Kažanegra |
| 14 novembre 2022 20h30 | ×1 ×3            |         | ×1               | Arena Stožice, Ljubljana Arbitrage : Vujačić, Kažanegra |

| 16 novembre 2022 15h30 | Hongrie          | 29–25   | Slovénie   | Arena Stožice, Ljubljana Arbitrage : Merz, Kuttler |
| 16 novembre 2022 15h30 | Katrin Klujber 9 | (14-14) | Ana Gros 6 | Arena Stožice, Ljubljana Arbitrage : Merz, Kuttler |
| 16 novembre 2022 15h30 | ×2               |         | ×1 ×3      | Arena Stožice, Ljubljana Arbitrage : Merz, Kuttler |

| 16 novembre 2022 18h00 | Croatie            | 27-31   | Suède             | Arena Stožice, Ljubljana Arbitrage : Vânia & Marta Sá |
| 16 novembre 2022 18h00 | Tena Petika (en) 6 | (11-17) | Nathalie Hagman 8 | Arena Stožice, Ljubljana Arbitrage : Vânia & Marta Sá |
| 16 novembre 2022 18h00 | ×2                 |         | ×2                | Arena Stožice, Ljubljana Arbitrage : Vânia & Marta Sá |

| 16 novembre 2022 20h30 | Norvège     | 29–31   | Danemark            | Arena Stožice, Ljubljana Arbitrage : Metalari, Nikolovski |
| 16 novembre 2022 20h30 | Nora Mørk 8 | (13-12) | Anne Mette Hansen 7 | Arena Stožice, Ljubljana Arbitrage : Metalari, Nikolovski |
| 16 novembre 2022 20h30 | ×2          |         | ×1 ×3               | Arena Stožice, Ljubljana Arbitrage : Metalari, Nikolovski |

### Groupe II
Les matchs se déroulent dans le centre sportif Boris-Trajkovski de Skopje :
|   | Équipe        | Pts | J | G | N | P | Bp  | Bc  | Diff |
| - | ------------- | --- | - | - | - | - | --- | --- | ---- |
| 1 | France        | 10  | 5 | 5 | 0 | 0 | 153 | 108 | 45   |
| 2 | Monténégro PO | 6   | 5 | 3 | 0 | 2 | 138 | 151 | -13  |
| 3 | Pays-Bas      | 5   | 5 | 2 | 1 | 2 | 152 | 144 | 8    |
| 4 | Allemagne     | 4   | 5 | 2 | 0 | 3 | 135 | 137 | -2   |
| 5 | Espagne       | 3   | 5 | 1 | 1 | 3 | 125 | 144 | -19  |
| 6 | Roumanie      | 2   | 5 | 1 | 0 | 4 | 139 | 158 | -19  |

| 11 novembre 2022 18h00 | Pays-Bas           | 28–36   | Allemagne              | Centre sportif Boris-Trajkovski, Skopje Arbitrage : Antić, Jakovljević |
| 11 novembre 2022 18h00 | Angela Malestein 8 | (13-17) | Alina Grijseels (en) 8 | Centre sportif Boris-Trajkovski, Skopje Arbitrage : Antić, Jakovljević |
| 11 novembre 2022 18h00 | ×4 ×1              |         | ×7                     | Centre sportif Boris-Trajkovski, Skopje Arbitrage : Antić, Jakovljević |

| 11 novembre 2022 20h30 | Roumanie       | 28–27   | Espagne                    | Centre sportif Boris-Trajkovski, Skopje Arbitrage : Backović, Palačković |
| 11 novembre 2022 20h30 | Crina Pintea 7 | (12-11) | González, Gutiérrez (en) 4 | Centre sportif Boris-Trajkovski, Skopje Arbitrage : Backović, Palačković |
| 11 novembre 2022 20h30 | ×1 ×3          |         | ×1                         | Centre sportif Boris-Trajkovski, Skopje Arbitrage : Backović, Palačković |

| 13 novembre 2022 18h00 | Pays-Bas         | 29–29   | Espagne                  | Centre sportif Boris-Trajkovski, Skopje Arbitrage : Duplii, Pobedrina |
| 13 novembre 2022 18h00 | Freriks, Smits 6 | (15-17) | Barbosa, Valdivia (en) 4 | Centre sportif Boris-Trajkovski, Skopje Arbitrage : Duplii, Pobedrina |
| 13 novembre 2022 18h00 | ×3               |         | ×3                       | Centre sportif Boris-Trajkovski, Skopje Arbitrage : Duplii, Pobedrina |

| 13 novembre 2022 20h30 | France           | 27–19  | Monténégro          | Centre sportif Boris-Trajkovski, Skopje Arbitrage : Braseth, Sundet |
| 13 novembre 2022 20h30 | Pauletta Foppa 6 | (12-9) | Jovanka Radičević 6 | Centre sportif Boris-Trajkovski, Skopje Arbitrage : Braseth, Sundet |
| 13 novembre 2022 20h30 | ×3               |        | ×1                  | Centre sportif Boris-Trajkovski, Skopje Arbitrage : Braseth, Sundet |

| 15 novembre 2022 18h00 | Roumanie         | 34–35   | Monténégro         | Centre sportif Boris-Trajkovski, Skopje Arbitrage : Vranes, Wenninger |
| 15 novembre 2022 18h00 | Cristina Neagu 9 | (18-18) | Grbić, Radičević 8 | Centre sportif Boris-Trajkovski, Skopje Arbitrage : Vranes, Wenninger |
| 15 novembre 2022 18h00 | ×1 ×6            |         | ×3                 | Centre sportif Boris-Trajkovski, Skopje Arbitrage : Vranes, Wenninger |

| 15 novembre 2022 20h30 | France         | 29–21  | Allemagne              | Centre sportif Boris-Trajkovski, Skopje Arbitrage : I. & A. Covalciuc |
| 15 novembre 2022 20h30 | Orlane Kanor 5 | (13-9) | Alina Grijseels (en) 7 | Centre sportif Boris-Trajkovski, Skopje Arbitrage : I. & A. Covalciuc |
| 15 novembre 2022 20h30 | ×4             |        | ×1                     | Centre sportif Boris-Trajkovski, Skopje Arbitrage : I. & A. Covalciuc |

| 16 novembre 2022 15h30 | Roumanie         | 28–32   | Allemagne                     | Centre sportif Boris-Trajkovski, Skopje Arbitrage : Duplii, Pobedrina |
| 16 novembre 2022 15h30 | Cristina Neagu 7 | (14-16) | Johanna Stockschläder (en) 10 | Centre sportif Boris-Trajkovski, Skopje Arbitrage : Duplii, Pobedrina |
| 16 novembre 2022 15h30 | ×1 ×3            |         | ×2                            | Centre sportif Boris-Trajkovski, Skopje Arbitrage : Duplii, Pobedrina |

| 16 novembre 2022 18h00 | Pays-Bas      | 42–25   | Monténégro          | Centre sportif Boris-Trajkovski, Skopje Arbitrage : Backović, Palačković |
| 16 novembre 2022 18h00 | Inger Smits 7 | (21-15) | Đurđina Jauković 11 | Centre sportif Boris-Trajkovski, Skopje Arbitrage : Backović, Palačković |
| 16 novembre 2022 18h00 | ×4            |         | ×4                  | Centre sportif Boris-Trajkovski, Skopje Arbitrage : Backović, Palačković |

| 16 novembre 2022 20h30 | France            | 36–23  | Espagne              | Centre sportif Boris-Trajkovski, Skopje Arbitrage : Antić, Jakovljević |
| 16 novembre 2022 20h30 | Chloé Valentini 6 | (17-9) | Carmen Campos (en) 5 | Centre sportif Boris-Trajkovski, Skopje Arbitrage : Antić, Jakovljević |
| 16 novembre 2022 20h30 | ×1                |        | ×2                   | Centre sportif Boris-Trajkovski, Skopje Arbitrage : Antić, Jakovljević |

## Phase finale
La phase finale se déroule dans l'Arena Stožice de Ljubljana :
|  | Demi-finales     | Demi-finales     |                        |    | Finale           | Finale           |
|  | Demi-finales     | Demi-finales     |                        |    | Finale           | Finale           |
|  |                  |                  |                        |    |                  |                  |
|  | 18 novembre 2022 | 18 novembre 2022 |                        |    | 20 novembre 2022 | 20 novembre 2022 |
|  | 18 novembre 2022 | 18 novembre 2022 |                        |    | 20 novembre 2022 | 20 novembre 2022 |
|  | Danemark         | 27               |                        |    | 20 novembre 2022 | 20 novembre 2022 |
|  | Danemark         | 27               |                        |    | 20 novembre 2022 | 20 novembre 2022 |
|  | Monténégro PO    | 23               |                        |    | 20 novembre 2022 | 20 novembre 2022 |
|  | Monténégro PO    | 23               | Danemark               | 25 |                  |                  |
|  | 18 novembre 2022 |                  | Danemark               | 25 |                  |                  |
|  |                  | Norvège          | 27                     |    |                  |                  |
|  | Norvège T        | Norvège          | 27                     | 28 |                  |                  |
|  | Norvège T        |                  |                        | 28 |                  |                  |
|  | France           | 20               |                        |    |                  |                  |
|  | France           | 20               | Match pour la 3e place |    |                  |                  |
|  |                  |                  |                        |    |                  |                  |
|  | 20 novembre 2022 |                  |                        |    |                  |                  |
|  |                  |                  |                        |    |                  |                  |
|  | Monténégro PO    | 27               |                        |    |                  |                  |
|  | Monténégro PO    | 27               |                        |    |                  |                  |
|  | France           | 25               |                        |    |                  |                  |
|  | France           | 25               |                        |    |                  |                  |

### Match pour la5eplace
| 18 novembre 2022 15h00 | Suède             | 37 – 32 | Pays-Bas         | Arena Stožice, Ljubljana Arbitrage : Vânia & Marta Sá |
| 18 novembre 2022 15h00 | Nathalie Hagman 9 | (21-16) | trois joueuses 5 | Arena Stožice, Ljubljana Arbitrage : Vânia & Marta Sá |
| 18 novembre 2022 15h00 | ×4                | Rapport | ×1 ×3            | Arena Stožice, Ljubljana Arbitrage : Vânia & Marta Sá |

### Demi-finales
| 18 novembre 2022 17h45 | Danemark     | 27 – 23 | Monténégro        | Arena Stožice, Ljubljana Arbitrage : I. & A. Covalciuc |
| 18 novembre 2022 17h45 | Emma Friis 7 | (14-10) | Grbić, Jauković 7 | Arena Stožice, Ljubljana Arbitrage : I. & A. Covalciuc |
| 18 novembre 2022 17h45 | ×4           | Rapport | ×1 ×3             | Arena Stožice, Ljubljana Arbitrage : I. & A. Covalciuc |

| 18 novembre 2022 20h30 | Norvège     | 28 – 20 | France        | Arena Stožice, Ljubljana Arbitrage : Merz, Kuttler |
| 18 novembre 2022 20h30 | Nora Mørk 8 | (12-11) | Grâce Zaadi 5 | Arena Stožice, Ljubljana Arbitrage : Merz, Kuttler |
| 18 novembre 2022 20h30 | ×1          | Rapport | ×2            | Arena Stožice, Ljubljana Arbitrage : Merz, Kuttler |

### Match pour la3eplace
| 20 novembre 2022 17h45 | Monténégro            | 27–25 (ap)     | France               | Arena Stožice, Ljubljana Arbitrage : Praštalo, Balvan |
| 20 novembre 2022 17h45 | Jauković, Radičević 6 | (13-12, 22–22) | Granier, Nze Minko 4 | Arena Stožice, Ljubljana Arbitrage : Praštalo, Balvan |
| 20 novembre 2022 17h45 | Prol. : 5–3           |                |                      | Arena Stožice, Ljubljana Arbitrage : Praštalo, Balvan |
| 20 novembre 2022 17h45 | ×5 ×1                 | Rapport        | ×1 ×6                | Arena Stožice, Ljubljana Arbitrage : Praštalo, Balvan |

### Finale
| 20 novembre 2022 20h30 | Danemark          | 25–27   | Norvège     | Arena Stožice, Ljubljana Arbitrage : Álvarez, Bustamante |
| 20 novembre 2022 20h30 | Louise Burgaard 6 | (15-12) | Nora Mørk 8 | Arena Stožice, Ljubljana Arbitrage : Álvarez, Bustamante |
| 20 novembre 2022 20h30 | ×1 ×2             | Rapport | ×1 ×3       | Arena Stožice, Ljubljana Arbitrage : Álvarez, Bustamante |

### Vainqueur
| Championne d'Europe 2022 Norvège 9e victoire |

## Classement final
Le classement final est établi selon les critères suivants[réf. souhaitée] :
- Place 1 à 4 : selon les résultats de la finale et du match pour la 3e place
- Place 5 et 6 : selon le résultat du match de classement pour la 5e place
- Place 7 à 12 : les 6 dernières équipes du tour principal sont départagées selon le nombre de points marqués puis selon la différence de but dans le tour principal
- Place 13 à 16 : les 4 dernières équipes du tour préliminaire sont départagées selon le nombre de points marqués puis selon la différence de but.

Le vainqueur est qualifié pour les Jeux olympiques de 2024 et le Championnat d'Europe 2024. Les trois premières équipes en dehors du Danemark, de la Norvège et de la Suède, déjà qualifiées en tant que pays hôtes, sont qualifiées pour le Championnat du monde 2023.
| Rang                       | Équipe            | J | G | N | P | Bp  | Bc  | Diff | Qualifications |
| -------------------------- | ----------------- | - | - | - | - | --- | --- | ---- | -------------- |
| Médaille d'or, Europe      | Norvège           | 8 | 7 | 0 | 1 | 239 | 190 | 49   | Euro 2024      |
| Médaille d'argent, Europe  | Danemark          | 8 | 6 | 0 | 2 | 223 | 195 | 28   | JO 2024*       |
| Médaille de bronze, Europe | Monténégro        | 8 | 5 | 0 | 3 | 214 | 226 | -12  | Mondial 2023   |
| 4e                         | France            | 8 | 6 | 0 | 2 | 222 | 177 | 45   | Mondial 2023   |
| 5e                         | Suède             | 7 | 5 | 0 | 2 | 206 | 179 | 27   | -              |
| 6e                         | Pays-Bas          | 7 | 3 | 1 | 3 | 214 | 196 | 18   | Mondial 2023   |
| 7e                         | Allemagne         | 6 | 3 | 0 | 3 | 160 | 160 | 0    | -              |
| 8e                         | Slovénie          | 6 | 3 | 0 | 3 | 151 | 156 | -5   | -              |
| 9e                         | Espagne           | 6 | 1 | 1 | 4 | 146 | 166 | -20  | -              |
| 10e                        | Hongrie           | 6 | 2 | 0 | 4 | 154 | 165 | -11  | -              |
| 11e                        | Roumanie          | 6 | 2 | 0 | 4 | 170 | 181 | -11  | -              |
| 12e                        | Croatie           | 6 | 1 | 1 | 4 | 132 | 159 | -27  | -              |
| 13e                        | Pologne           | 3 | 1 | 0 | 2 | 68  | 72  | -4   | -              |
| 14e                        | Suisse            | 3 | 0 | 1 | 2 | 75  | 97  | -22  | -              |
| 15e                        | Serbie            | 3 | 0 | 0 | 3 | 66  | 88  | -22  | -              |
| 16e                        | Macédoine du Nord | 3 | 0 | 0 | 3 | 52  | 85  | -33  | -              |

La Norvège étant directement qualifiée en tant que finaliste du championnat du monde en 2023, c'est le Danemark qui obtient sa qualification directe pour les Jeux olympiques de 2024. De plus, du fait du classement de la Norvège, du Danemark et de la Suède, les trois places qualificative pour le Championnat du monde 2023 sont attribuées au Monténégro, à la France et aux Pays-Bas.

## Statistiques et récompenses

### Équipe-type
| \| · Darleux · Friis · Foppa · Radičević · Neagu · Oftedal · Klujber Meilleure joueuse : Reistad Meilleure défenseure : Heindahl Meilleure marqueuse : Mørk (50) \| |
| Équipe-type du championnat d'Europe 2022 |
| · Darleux · Friis · Foppa · Radičević · Neagu · Oftedal · Klujber Meilleure joueuse : Reistad Meilleure défenseure : Heindahl Meilleure marqueuse : Mørk (50)       |

L'équipe-type de la compétition est, :
- Meilleure joueuse : Henny Reistad,  Norvège
- Meilleure gardienne de but : Cléopâtre Darleux,  France
- Meilleure ailière gauche : Emma Friis,  Danemark
- Meilleure arrière gauche : Cristina Neagu,  Roumanie
- Meilleure demi-centre : Stine Bredal Oftedal,  Norvège
- Meilleure arrière droite : Katrin Klujber,  Hongrie
- Meilleure ailière droite : Jovanka Radičević,  Monténégro
- Meilleure pivot : Pauletta Foppa,  France
- Meilleure joueuse en défense : Kathrine Heindahl,  Danemark

Au préalable, une sélection de 6 joueuses par poste est retenue par un panel d'experts de l'EHF à la veille des demi-finales. Les internautes peuvent choisir parmi cette sélection l'équipe-type de la compétition qui est dévoilée avant les finales le 20 novembre tandis que le titre de meilleure joueuse est désigné par le panel d'experts de l'EHF.
La liste des joueuses nommées et,en gras, élues est :
- Meilleure gardienne de but
  - Cléopâtre Darleux,  France
  - Silje Solberg,  Norvège
  - Sandra Toft,  Danemark
  - Tea Pijević,  Croatie
  - Jessica Ryde,  Suède
  - Marta Batinović,  Monténégro
- Meilleure ailière gauche
  - Emma Friis,  Danemark
  - Tamara Mavsar,  Slovénie
  - Elin Hansson,  Suède
  - Greta Marton,  Hongrie
  - Ivona Pavićević,  Monténégro
  - Chloé Valentini,  France
- Meilleure arrière gauche
  - Cristina Neagu,  Roumanie
  - Jamina Roberts,  Suède
  - Đurđina Jauković,  Monténégro
  - Orlane Kanor,  France
  - Henny Reistad,  Norvège
  - Estelle Nze Minko,  France
- Meilleure demi-centre
  - Stine Bredal Oftedal,  Norvège
  - Alina Grijseels,  Allemagne
  - Milena Raičević,  Monténégro
  - Grâce Zaadi,  France
  - Estavana Polman,  Pays-Bas
  - Elizabeth Omoregie,  Slovénie
- Meilleure arrière droite
  - Katrin Klujber,  Hongrie
  - Nora Mørk,  Norvège
  - Ana Gros,  Slovénie
  - Laura van der Heijden,  Pays-Bas
  - Paula Arcos,  Espagne
  - Laura Flippes,  France
- Meilleure ailière droite
  - Jovanka Radičević,  Monténégro
  - Nathalie Hagman,  Suède
  - Angela Malestein,  Pays-Bas
  - Trine Østergaard,  Danemark
  - Alicia Toublanc,  France
  - Paula Valdivia,  Espagne
- Meilleure pivot
  - Pauletta Foppa,  France
  - Vilde Ingstad,  Norvège
  - Linn Blohm,  Suède
  - Crina Pintea,  Roumanie
  - Nataša Ljepoja,  Slovénie
  - Tatjana Brnović,  Monténégro
- Meilleure joueuse en défense
  - Kathrine Heindahl,  Danemark
  - Kelly Dulfer,  Pays-Bas
  - Ana Debelić,  Croatie
  - Béatrice Edwige,  France
  - Xenia Smits,  Allemagne
  - Kaba Gassama,  Espagne
- Meilleure joueuse
  - Henny Reistad,  Norvège
  - toutes les autres joueuses

### Statistiques collectives
- Meilleure attaque :  Pays-Bas (30,6 buts par match)
- Moins bonne attaque :  Macédoine du Nord (17,3 buts par match)
- Meilleure défense :  France (22,1 buts par match)
- Moins bonne défense :  Suisse (32,3 buts par match)
- Plus grand nombre de buts inscrits sur un match :  Pays-Bas (42 buts contre le Monténégro)
- Plus petit nombre de buts inscrits sur un match :  Macédoine du Nord (14 buts contre la France)
- Moyenne de buts par match : 47,0 buts (soit 23,5 buts par équipe)

### Statistiques individuelles
| Rang | Joueuse              | Équipe     | Buts | Tirs | %      | MJ |
| ---- | -------------------- | ---------- | ---- | ---- | ------ | -- |
| 1    | Nora Mørk            | Norvège    | 50   | 64   | 78,1 % | 8  |
| 2    | Đurđina Jauković     | Monténégro | 48   | 86   | 55,8 % | 8  |
| 3    | Henny Reistad        | Norvège    | 46   | 73   | 63,0 % | 8  |
| 4    | Alina Grijseels (en) | Allemagne  | 44   | 62   | 71,0 % | 6  |
| 5    | Nathalie Hagman      | Suède      | 43   | 60   | 71,7 % | 7  |
| 5    | Jovanka Radičević    | Monténégro | 43   | 54   | 79,6 % | 7  |
| 7    | Emma Friis           | Danemark   | 40   | 57   | 70,2 % | 8  |
| 8    | Cristina Neagu       | Roumanie   | 39   | 70   | 55,7 % | 6  |
| 9    | Katrin Klujber       | Hongrie    | 38   | 74   | 51,4 % | 6  |
| 10   | Ana Gros             | Slovénie   | 36   | 60   | 60,0 % | 6  |

| Rang | Joueuse           | Équipe     | Arrêts | Tirs | %       | MJ |
| ---- | ----------------- | ---------- | ------ | ---- | ------- | -- |
| 1    | Sandra Toft       | Danemark   | 68     | 204  | 33,33 % | 8  |
| 2    | Cléopâtre Darleux | France     | 67     | 182  | 36,81 % | 7  |
| 3    | Silje Solberg     | Norvège    | 62     | 156  | 39,74 % | 8  |
| 4    | Jessica Ryde      | Suède      | 58     | 181  | 32,04 % | 7  |
| 4    | Yara ten Holte    | Pays-Bas   | 58     | 200  | 29,00 % | 7  |
| 6    | Tea Pijević       | Croatie    | 56     | 158  | 35,44 % | 6  |
| 7    | Katharina Filter  | Allemagne  | 43     | 150  | 28,67 % | 6  |
| 7    | Katrine Lunde     | Norvège    | 43     | 137  | 31,39 % | 8  |
| 9    | Marina Rajčić     | Monténégro | 37     | 138  | 26,81 % | 8  |
| 10   | Melinda Szikora   | Hongrie    | 35     | 140  | 25,00 % | 5  |

| Rang | Joueuse           | Équipe   | %       | Arrêts | Tirs | MJ |
| ---- | ----------------- | -------- | ------- | ------ | ---- | -- |
| 1    | Silje Solberg     | Norvège  | 39,74 % | 62     | 156  | 8  |
| 2    | Cléopâtre Darleux | France   | 36,81 % | 67     | 182  | 7  |
| 3    | Althea Reinhardt  | Danemark | 35,53 % | 27     | 76   | 8  |
| 4    | Tea Pijević       | Croatie  | 35,44 % | 56     | 158  | 6  |
| 5    | Adrianna Płaczek  | Pologne  | 34,88 % | 30     | 86   | 3  |
| 6    | Floriane André    | France   | 34,72 % | 25     | 72   | 8  |
| 7    | Sandra Toft       | Danemark | 33,33 % | 68     | 204  | 8  |
| 8    | Jessica Ryde      | Suède    | 32,04 % | 58     | 181  | 7  |
| 9    | Johanna Bundsen   | Suède    | 31,58 % | 24     | 76   | 7  |
| 10   | Katrine Lunde     | Norvège  | 31,39 % | 43     | 137  | 8  |

## Effectifs des équipes sur le podium

### Championne d'Europe:Norvège
L'effectif de l'équipe de Norvège, championne d'Europe, est :
- Maren Aardahl
- Kristine Breistøl
- Marie Davidsen
- Emilie Hegh Arntzen
- Ane Høgseth
- Emilie Hovden
- Vilde Ingstad
- Malin Larsen Aune
- Katrine Lunde
- Nora Mørk
- Sunniva Næs Andersen
- Kristina Novak
- Stine Bredal Oftedal
- Henny Reistad
- Thale Rushfeldt Deila
- Stine Skogrand
- Silje Solberg
- Anniken Wollik
- Ragnhild Valle Dahl

Sélectionneur :
- Þórir Hergeirsson

### Vice-championne d'Europe:Danemark
L'effectif de l'équipe du Danemark, vice-championne d'Europe, est :
- Cecilie Brandt
- Louise Burgaard
- Emma Friis
- Elma Halilcevic
- Andrea Hansen
- Anne Mette Hansen
- Kathrine Heindahl
- Mie Højlund
- Rikke Iversen
- Sarah Iversen
- Kristina Jørgensen
- Anna Kristensen
- Alberte Madsen
- Michala Møller
- Kaja Nielsen
- Trine Østergaard
- Simone Petersen
- Althea Reinhardt
- Sandra Toft
- Mette Tranborg
- Louise Burgaard

Sélectionneur :
- Jesper Jensen

### Troisième:Monténégro
L'effectif de l'équipe du Monténégro, médaille de bronze, est :
- Ema Alivodić
- Marta Batinović
- Tatjana Brnović
- Nina Bulatović
- Nataša Ćorović
- Ivana Godeč
- Itana Grbić
- Đurđina Jauković
- Nađa Kadović
- Ilda Kepić
- Đurđina Malović
- Ljubica Nenezić
- Ivona Pavićević
- Matea Pletikosić
- Andrijana Popović
- Jovanka Radičević
- Milena Raičević
- Marina Rajčić

Sélectionneuse :
- Bojana Popović